# Hayato Matsuoka
Hayato Matsuoka (japanisch 松岡 颯人 Matsuoka Hayato; * 14. April 2005 in der Präfektur Ōita) ist ein japanischer Fußballspieler.

## Karriere
Hayato Matsuoka erlernte das Fußballspielen in der Jugend von Ōita Trinita. Hier unterschrieb er am 1. Februar 2024 auch seinen ersten Vertrag. Der Verein aus Ōita spielt in der zweiten Liga, der J2 League. Sein Zweitligadebüt gab Matsuoka am 9. Juni 2024 (19. Spieltag) im Auswärtsspiel gegen Montedio Yamagata. Bei dem 0:0-Unentschieden wurde er in der 83. Minute für den Brasilianer Derlan eingewechselt.